# Rumilly (Alta Savoia)
Rumilly (Rumilì in italiano, desueto) è un comune francese di 13 583 abitanti situato nel dipartimento dell'Alta Savoia della regione del Rodano-Alpi. Era una delle città più importanti dell'antica provincia di Savoia.

## Società

### Evoluzione demografica
Abitanti censiti

### Città gemellate
Il comune francese di Rumilly è gemellato con il comune italiano di Maglie. Il gemellaggio tra i comuni è avvenuto a seguito dei diversi scambi scolastici tra il liceo Demotz e il liceo Francesca Capece, che hanno portato alla firma della carta di gemellaggio il 18 novembre 2018. In questa data, una piccola delegazione si è recata a Maglie per formalizzare il riavvicinamento dei due comuni, composta dal sindaco di Rumilly Pierre Béchet, Danièle Darbon, primo deputato, Viviane Bonnet, vicesindaco per gli Affari Sociali, Tiziana Rossi, consigliere comunale, e Jacques Chevallier, presidente del Comitato di Gemellaggio. Ernesto Toma, sindaco di Maglie, ha ricevuto la delega per la firma ufficiale.
Dopo una prima firma della carta in Italia, è stata la volta della delegazione di Maglie di venire a ratificarla a Rumilly. La cerimonia si è tenuta nella sala consolare del municipio lunedì 18 marzo 2019.